# Élections législatives de 2012 dans l'Ariège
Les élections législatives françaises de 2012 se déroulent les 10 et 17 juin 2012. Dans le département de l'Ariège, deux députés sont à élire dans le cadre de deux circonscriptions. L'Ariège n'est pas concerné par le redécoupage électoral.

## Élus
| Circonscription | Député sortant    | Parti | Parti | Groupe | Député élu ou réélu | Parti | Parti | Groupe |
| --------------- | ----------------- | ----- | ----- | ------ | ------------------- | ----- | ----- | ------ |
| 1re             | Frédérique Massat |       | PS    | SRC    | Frédérique Massat   |       | PS    | SRC    |
| 2e              | Henri Nayrou      |       | PS    | SRC    | Alain Fauré         |       | PS    | SRC    |

## Impact du redécoupage territorial

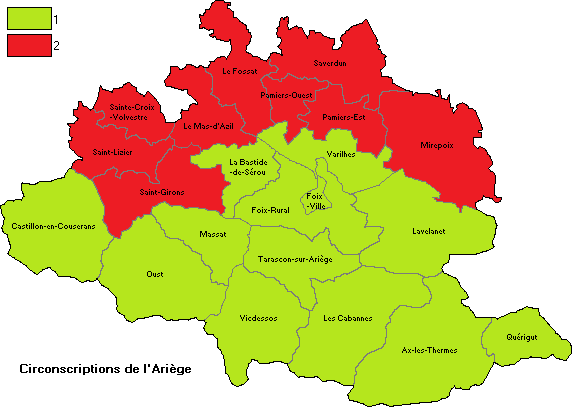
Circonscriptions de l'Ariège

Le département de l'Ariège n'est pas concerné par le redécoupage des circonscriptions.
- la 1re circonscription est composée des cantons d'Ax-les-Thermes, la Bastide-de-Sérou, les Cabannes, Castillon-en-Couserans, Foix-Rural, Foix-Ville, Lavelanet, Massat, Oust, Quérigut, Tarascon-sur-Ariège, Varilhes et de Vicdessos ;

- la 2e circonscription est composée des cantons du Fossat, Mas-d'Azil, Mirepoix, Pamiers-Est, Pamiers-Ouest, Sainte-Croix-Volvestre, Saint-Girons, Saint-Lizier et de Saverdun.

## Résultats

### Analyse
Sans surprise, le PS remporte les deux sièges, ne laissant, pour la quatrième fois consécutive, aucun siège à la droite. Dans la circonscription de Foix, au sud, la sortante Frédérique Massat est réélue dès le premier tour. Plus au nord, Alain Fauré bat son adversaire UMP en récoltant plus des deux tiers des suffrages exprimés au second tour.

### Résultats à l'échelle du département
| Parti          | Parti                                       | Premier tour | Premier tour | Second tour | Second tour | Sièges |
| Parti          | Parti                                       | Voix         | %            | Voix        | %           | Sièges |
| -------------- | ------------------------------------------- | ------------ | ------------ | ----------- | ----------- | ------ |
|                | Parti socialiste                            | 33 984       | 48,01        | 22 587      | 67,03       | 2      |
|                | Europe Écologie Les Verts dont Régionaliste | 2 939        | 4,15         |             |             | 0      |
|                | Majorité présidentielle                     | 36 923       | 52,16        | 22 587      | 67,03       | 2      |
|                |                                             |              |              |             |             |        |
|                | Union pour un mouvement populaire           | 14 018       | 19,80        | 11 108      | 32,97       | 0      |
|                | Divers droite dont DLR et PCD               | 143          | 0,20         |             |             | 0      |
|                | Droite parlementaire                        | 14 161       | 20,01        | 11 108      | 32,97       | 0      |
|                |                                             |              |              |             |             |        |
|                | Front national                              | 8 335        | 11,77        |             |             | 0      |
|                | Front de gauche                             | 7 909        | 11,17        | 0           |             |        |
|                | Extrême gauche dont LO et NPA               | 1 489        | 2,10         | 0           |             |        |
|                | Mouvement démocrate                         | 1 171        | 1,65         | 0           |             |        |
|                | Alliance écologiste indépendante            | 798          | 1,13         | 0           |             |        |
|                |                                             |              |              |             |             |        |
| Inscrits       | Inscrits                                    | 116 418      | 100,00       | 59 751      | 100,00      | 2      |
| Abstentions    | Abstentions                                 | 44 106       | 37,89        | 24 521      | 41,04       |        |
| Votants        | Votants                                     | 72 312       | 62,11        | 35 230      | 58,96       |        |
| Blancs et nuls | Blancs et nuls                              | 1 526        | 2,11         | 1 535       | 4,36        |        |
| Exprimés       | Exprimés                                    | 70 786       | 97,89        | 33 695      | 95,64       |        |

### Résultats par circonscription

#### Première circonscription (Foix)
|                | Frédérique Massat sortante réélue | PS                      | 17 791 | 51,69  |  |  |  |
|                | Nicole Gérona                     | UMP                     | 5 449  | 15,83  |  |  |  |
|                | Jacques Warnke                    | RBM (SIEL) (FN)         | 3 765  | 10,94  |  |  |  |
|                | Michel Larive                     | FG (PG) (Divers gauche) | 3 744  | 10,88  |  |  |  |
|                | Pascale Aoura                     | EÉLV (PO)               | 1 907  | 5,54   |  |  |  |
|                | Joël Rausa                        | CpF (MoDem)             | 622    | 1,81   |  |  |  |
|                | Céline Bara                       | MAL                     | 544    | 1,58   |  |  |  |
|                | Solange Fontaneau                 | AÉI                     | 211    | 0,61   |  |  |  |
|                | Janine Lasserre                   | NPA                     | 205    | 0,60   |  |  |  |
|                | Gisèle Lapeyre                    | LO                      | 182    | 0,53   |  |  |  |
|                |                                   |                         |        |        |  |  |  |
| Inscrits       | Inscrits                          | Inscrits                | 56 664 | 100,00 |  |  |  |
| Abstentions    | Abstentions                       | Abstentions             | 21 488 | 37,92  |  |  |  |
| Votants        | Votants                           | Votants                 | 35 176 | 62,08  |  |  |  |
| Blancs et nuls | Blancs et nuls                    | Blancs et nuls          | 756    | 2,15   |  |  |  |
| Exprimés       | Exprimés                          | Exprimés                | 34 420 | 97,85  |  |  |  |

#### Deuxième circonscription (Pamiers)
| Candidat       | Candidat         | Parti                    | Premier tour | Premier tour | Second tour | Second tour |  |
| Candidat       | Candidat         | Parti                    | Voix         | %            | Voix        | %           |  |
| -------------- | ---------------- | ------------------------ | ------------ | ------------ | ----------- | ----------- |  |
|                | Alain Fauré élu  | PS                       | 16 193       | 44,53        | 22 587      | 67,03       |  |
|                | Philippe Calleja | UMP                      | 8 569        | 23,56        | 11 108      | 32,97       |  |
|                | Thérèse Aliot    | RBM (FN)                 | 4 570        | 12,57        |             |             |  |
|                | Viviane Baudry   | FG (PCF) (Divers gauche) | 4 165        | 11,45        |             |             |  |
|                | Jacques Pince    | POC (EÉLV)               | 1 032        | 2,84         |             |             |  |
|                | Jimmy Gimenez    | AÉI                      | 587          | 1,61         |             |             |  |
|                | Linda Manceau    | CpF (MoDem)              | 549          | 1,51         |             |             |  |
|                | Pierre Granet    | NPA                      | 289          | 0,79         |             |             |  |
|                | Lucile Souche    | LO                       | 269          | 0,74         |             |             |  |
|                | Chantal Clamer   | MPF                      | 143          | 0,39         |             |             |  |
|                |                  |                          |              |              |             |             |  |
| Inscrits       | Inscrits         | Inscrits                 | 59 754       | 100,00       | 59 751      | 100,00      |  |
| Abstentions    | Abstentions      | Abstentions              | 22 618       | 37,85        | 24 521      | 41,04       |  |
| Votants        | Votants          | Votants                  | 37 136       | 62,15        | 35 230      | 58,96       |  |
| Blancs et nuls | Blancs et nuls   | Blancs et nuls           | 770          | 2,07         | 1 535       | 4,36        |  |
| Exprimés       | Exprimés         | Exprimés                 | 36 366       | 97,93        | 33 695      | 95,64       |  |

## Résultats de l'élection présidentielle de 2012 par circonscription
| Circonscriptions | François Hollande | Nicolas Sarkozy | Député(e)         |
| ---------------- | ----------------- | --------------- | ----------------- |
| 1e               | 67,33 %           | 32,67 %         | Frédérique Massat |
| 2e               | 62,18 %           | 37,82 %         | Henri Nayrou      |